# ستراتفورد (كاليفورنيا)
ستراتفورد (بالإنجليزية: Stratford CDP, California)‏ هي منطقة سكنية تقع بولاية كاليفورنيا في الولايات المتحدة. تبلغ مساحتها 1.769 كم2، وترتفع عن سطح البحر 62 م، بلغ عدد سكانها 1,277 نسمة في عام 2010 حسب إحصاء مكتب تعداد الولايات المتحدة وتصل الكثافة السكانية فيها 721.9 نسمة لكل كيلومتر مربع (1,869.7/ميل2).

## التركيبة السكانية
حدّد مكتب تعداد الولايات المتحدة بيانات التركيبة السكانية لستراتفورد في تعداد الولايات المتحدة. في ما يلي، التركيبة السكانية حسب تعدادي 2000 و2010.

### تعداد عام 2000
بلغ عدد سكان ستراتفورد 1,264 نسمة بحسب تعداد عام 2000، وبلغ عدد الأسر 292 أسرة وعدد العائلات 260 عائلة مقيمة في المنطقة السكنية. في حين سجلت الكثافة السكانية 714.5 نسمة لكل كيلومتر مربع (1,850.5/ميل2). وبلغ عدد الوحدات السكنية 311 وحدة بمتوسط كثافة قدره 175.8 لكل كيلومتر مربع (455.3/ميل2).
وتوزع التركيب العرقي للمنطقة السكنية بنسبة 33.47% من البيض و1.19% من الأمريكيين الأفارقة و1.98% من الأمريكيين الأصليين و1.74% من الأمريكيين ذوي الأصول الآسيوية و0.55% من سكان جزر المحيط الهادئ و54.83% من الأعراق الأخرى و6.25% من عرقين مختلطين أو أكثر و75.95% من الهسبانيون أو اللاتينيون من أي عرق.
بلغ عدد الأسر 292 أسرة كانت نسبة 71.6% منها لديها أطفال تحت سن الثامنة عشر تعيش معهم، وبلغت نسبة الأزواج القاطنين مع بعضهم البعض 74.3% من أصل المجموع الكلي للأسر، ونسبة 9.9% من الأسر كان لديها معيلات من الإناث دون وجود شريك،  بينما كانت نسبة 4.8% من الأسر لديها معيلون من الذكور دون وجود شريكة وكانت نسبة 11% من غير العائلات. تألفت نسبة 8.2% من أصل جميع الأسر من عدة أفراد يعيشون في نفس المنزل ونسبة 4.5% كانت تتألف من شخص يعيش بمفرده يبلغ من العمر 65 عاماً أو أكثر. وبلغ متوسط حجم الأسرة المعيشية 4.33، أما متوسط حجم العائلات فبلغ 4.57.
بلغ العمر الوسطي للسكان 23.6 عاماً. وكانت نسبة 40.8% من القاطنين تحت سن الثامنة عشر، وكانت نسبة 11.7% بين الثامنة عشر والرابعة والعشرين عاماً، ونسبة 26.4% كانت واقعةً في الفئة العمرية ما بين الخامسة والعشرين والرابعة والأربعين عاماً، ونسبة 15.7% كانت ما بين الخامسة والأربعين والرابعة والستين، ونسبة 5.3% كانت ضمن فئة الخامسة والستين عاماً فما فوق. يوجد لكل 100 أنثى 103.9 ذكر، ويوجد لكل 100 أنثى في الثامنة عشر من عمرها فما فوق 106.6 ذكر.
بلغ متوسط دخل الأسرة في المنطقة السكنية 29,205 دولارًا، أما متوسط دخل العائلة فبلغ 35,481 دولارًا. وكان متوسط دخل الذكور 33,750 دولارًا مقابل 28,125 دولارًا للإناث. وسجل دخل الفرد الخاص بالمنطقة السكنية 9,790 دولارًا. وكانت نسبة 20.2% من العائلات ونسبة 24.8% من السكان تحت خط الفقر، وكان من هؤلاء نسبة 28.1% تحت سن الثامنة عشر ونسبة 6.9% في الخامسة والستين من العمر وما فوق.

### تعداد عام 2010
بلغ عدد سكان ستراتفورد 1,277 نسمة بحسب تعداد عام 2010، وبلغ عدد الأسر 312 أسرة وعدد العائلات 272 عائلة مقيمة في المنطقة السكنية. في حين سجلت الكثافة السكانية 721.9 نسمة لكل كيلومتر مربع (1,869.7/ميل2). وبلغ عدد الوحدات السكنية 328 وحدة بمتوسط كثافة قدره 185.4 لكل كيلومتر مربع (480.2/ميل2).
وتوزع التركيب العرقي للمنطقة السكنية بنسبة 44.95% من البيض و1.25% من الأمريكيين الأفارقة و1.33% من الأمريكيين الأصليين و1.49% من الأمريكيين ذوي الأصول الآسيوية و0.08% من سكان جزر المحيط الهادئ و48.32% من الأعراق الأخرى و2.58% من عرقين مختلطين أو أكثر و83.71% من الهسبانيون أو اللاتينيون من أي عرق.
بلغ عدد الأسر 312 أسرة كانت نسبة 59% منها لديها أطفال تحت سن الثامنة عشر تعيش معهم، وبلغت نسبة الأزواج القاطنين مع بعضهم البعض 66% من أصل المجموع الكلي للأسر، ونسبة 14.1% من الأسر كان لديها معيلات من الإناث دون وجود شريك،  بينما كانت نسبة 7.1% من الأسر لديها معيلون من الذكور دون وجود شريكة وكانت نسبة 12.8% من غير العائلات. تألفت نسبة 9.9% من أصل جميع الأسر من عدة أفراد يعيشون في نفس المنزل ونسبة 4.2% كانت تتألف من شخص يعيش بمفرده يبلغ من العمر 65 عاماً أو أكثر. وبلغ متوسط حجم الأسرة المعيشية 4.09، أما متوسط حجم العائلات فبلغ 4.33.
بلغ العمر الوسطي للسكان 27.6 عاماً. وكانت نسبة 33.9% من القاطنين تحت سن الثامنة عشر، وكانت نسبة 11.2% بين الثامنة عشر والرابعة والعشرين عاماً، ونسبة 26% كانت واقعةً في الفئة العمرية ما بين الخامسة والعشرين والرابعة والأربعين عاماً، ونسبة 21.7% كانت ما بين الخامسة والأربعين والرابعة والستين، ونسبة 7.2% كانت ضمن فئة الخامسة والستين عاماً فما فوق. وتوزع التركيب الجنسي للسكان بنسبة 50.4% ذكور و49.6% إناث.